# Mendig
Mendig ist eine Stadt im Landkreis Mayen-Koblenz in Rheinland-Pfalz und Verwaltungssitz der Verbandsgemeinde Mendig. Die Stadt ist gemäß Landesplanung als Grundzentrum ausgewiesen.

## Geographie

### Lage
Die Stadt Mendig liegt in der Osteifel unweit des Rheins, etwa fünf Kilometer vom Laacher See entfernt im Laacher Vulkangebiet.

### Geologie
Viele Schlackenkegel und besonders der Laacher-See-Vulkan haben seit etwa 450.000 Jahren immer wieder durch Vulkanausbrüche die Landschaft geformt. So sind die bekannten Niedermendiger Mühlsteinbrüche in einem vor etwa 200.000 Jahren aus dem unweit des Laacher Sees gelegenen Vulkan Wingertsberg ausgetretenen Lavastrom angelegt worden. Die großen Lavakeller (Felsenkeller), heute eine der Attraktionen der Stadt, entstanden beim Basaltabbau der Mendiger Mühlstein-Lava. Die Lava ist von etwa 30 m Löss und Bimstuffen des Ausbruchs des Laacher See-Vulkans vor ca. 13.000 Jahren überlagert und wurde deshalb seit der Römerzeit (durch Münzfunde belegt) unterirdisch abgebaut.

### Stollen im Berg
Die temperaturstabilen Stollen (5–8 °C) wurden nach dem Niedergang der Mühlsteinindustrie aufgrund der Einführung von Stahlwalzen im Mühlenwesen ab 1843 zu Gär- und Lagerkellern für zeitweise 28 Brauereien. Mendig hat wegen dieser hohen Zahl von Brauereien bis heute den Ruf einer „Bierbrauerstadt“. Heute ist noch eine Brauerei ortsansässig und braut für die eigene Gaststätte und Abnehmer aus der Region. Die ehemaligen Bierkeller sind teilweise für Besucher zugänglich.

### Stadtteile
Mendig gliedert sich in die beiden Stadtteile Niedermendig und Obermendig. Zu Niedermendig gehören die Wohnplätze Brauerhof, Laachermühle, Laacherseehaus (Jugendherberge), Leimbachsmühle, Mathildenhof und Gewerbepark Flugplatz Mendig; zu Obermendig die Wohnplätze Elisabethbrunnen, Erlenmühle, Maxeimsmühle und Roderhöfe.

### Berge
Die höchsten Erhebungen der Stadt sind die Berge Hochstein (zwischen Obermendig und Rodder Höfe) mit 563 m ü. NHN und Schmitzkopf (bei Rodder Höfe) mit 570 m ü. NHN.

## Geschichte
Mendig wurde im Jahr 1041 als menedich erstmals urkundlich erwähnt.
Seit der Römerzeit bis in das 19. Jahrhundert blühte Mendig dank des Abbaus und der Verarbeitung der Basaltlava, vor allem als Mühlstein und für Werksteine. Mendiger Basaltlava ist bis heute ein Begriff für einen festen, beständigen Werkstein. Im 19. Jahrhundert wurden die unterirdischen Steinbrüche als Gär- und Lagerkeller für 28 Mendiger Brauereien genutzt.
In Niedermendig bestand eine jüdische Gemeinde von etwa 1760 bis 1938, eine Synagoge wurde 1886 eingeweiht. Um 1924 waren die Gemeindevorsteher Simon May und Moses Eggener, 1932 Moritz May und Julius Lukas. Als Lehrer kam Albert Levy aus Mayen regelmäßig nach Niedermendig. Er hatte im Schuljahr 1931/1932 vier Kinder in Niedermendig in Religion zu unterrichten: Günther Lukas, Hella Meyer, Alice Meyer, Edith Falk. Von ihnen hat nur Günther Lukas die NS-Zeit überlebt. 1933 lebten noch 40 jüdische Personen in Niedermendig. In den folgenden Jahren ist ein Teil der jüdischen Gemeindeglieder auf Grund der Folgen des wirtschaftlichen Boykotts, der zunehmenden Entrechtung und der Repressalien weggezogen beziehungsweise ausgewandert, vornehmlich nach Holland, in die USA und nach Südamerika. In der Reichspogromnacht vom 9. auf den 10. November 1938 wurde die Synagoge zerstört. Wer daran von den Mendiger Bürgern beteiligt war, ist unbekannt. Im Jahr 1938 wurden auch die letzten sieben jüdischen Mendiger deportiert und ermordet. Heute steht an der Stelle der damaligen Synagoge ein Gedenkstein.
Am 6. August 1950 erhielt Niedermendig als erste Gemeinde im neuen Rheinland-Pfalz die Stadtrechte. Durch Beschluss des Stadtrates von Niedermendig und des Gemeinderates von Obermendig wurde am 7. Juni 1969 die Stadt Mendig gebildet.

### Einwohnerentwicklung
Die Entwicklung der Einwohnerzahl bezogen auf das heutige Stadtgebiet von Mendig; die Werte von 1871 bis 1987 beruhen auf Volkszählungen:
| Jahr | Einwohner |
| ---- | --------- |
| 1815 | 1.842     |
| 1835 | 2.756     |
| 1871 | 3.748     |
| 1905 | 5.532     |
| 1939 | 5.517     |
| 1950 | 6.159     |
| 1961 | 7.267     |
| 1970 | 7.988     |

| Jahr | Einwohner |
| ---- | --------- |
| 1987 | 7.281     |
| 1997 | 8.268     |
| 2005 | 8.736     |
| 2011 | 8.634     |
| 2017 | 8.832     |
| 2022 | 9.128     |
| 2024 | 9.034     |

## Politik

### Stadtrat
Der Stadtrat in Mendig besteht aus 24 Ratsmitgliedern, die bei der Kommunalwahl am 9. Juni 2024 in einer personalisierten Verhältniswahl gewählt wurden, und dem ehrenamtlichen Stadtbürgermeister als Vorsitzendem.
- SPD: 6
- Grüne: 5
- CDU: 13

Die Sitzverteilung im Stadtrat:
| Wahl | SPD | CDU | Grüne | FDP | Gesamt   |
| ---- | --- | --- | ----- | --- | -------- |
| 2024 | 6   | 13  | 5     | –   | 24 Sitze |
| 2019 | 8   | 11  | 5     | –   | 24 Sitze |
| 2014 | 10  | 11  | 3     | –   | 24 Sitze |
| 2009 | 10  | 11  | 2     | 1   | 24 Sitze |
| 2004 | 8   | 14  | 1     | 1   | 24 Sitze |

### Bürgermeister
Achim Grün (CDU) wurde am 9. Juli 2024 Stadtbürgermeister von Mendig. Bei der Direktwahl am 9. Juni 2024 war er mit 55,3 % der Wählerstimmen im ersten Wahlgang gewählt worden. Er löste Hans Peter Ammel (SPD) ab, der das Amt seit 2009 innehatte und 2024 nicht mehr angetreten war. So setzte sich Achim Grün (CDU) im ersten Wahlgang bei einer Wahlbeteiligung von 63,2 % gegen Edgar Willi Girolstein (Grüne) und Claudia Marbach-Mais (SPD) mit einer absoluten Mehrheit durch.

### Wappen
| Wappen von Mendig | Blasonierung: „Gespalten von Schwarz und Silber, vorne ein rotgekrönter und rotbewehrter goldener Löwe, hinten ein durchgehendes rotes Balkenkreuz, belegt mit einem blauen Mühlstein.“ |
| Wappen von Mendig | Wappenbegründung: Der goldene Löwe ist der pfälzische Löwe, das rote Balkenkreuz das Wappen Kurtriers, beides sind Hinweise auf frühere Herrschaftszugehörigkeiten. Der blaue Mühlstein steht für die heute noch bedeutende Mendiger Basaltlava, aus der u. a. Mühlsteine gefertigt werden. |

### Städtepartnerschaften
Die Stadt Mendig pflegt seit 1966 eine Partnerschaft mit der Stadt Yerres in Frankreich.

## Infrastruktur

### Versorgung
Es gibt sowohl Einzelhandelsgeschäfte als auch einige Supermärkte in der Stadt, Arztpraxen verschiedener Fachrichtungen, vier Kindergärten, einen Jugendtreff, eine Grundschule und seit August 2010 die 'Realschule plus' in Mendig, welche aus der Fusion der ehemaligen Hermann-Gmeiner-Realschule und der ehemaligen Geschwister-Scholl-(Haupt)Schule hervorgegangen ist. Seit 2012 kam die Fachoberschule hinzu, so dass die Schüler unter einem Dach die Berufsreife, den qualifizierten Sekundarabschluss I und die Fachhochschulreife erreichen können.

### Straßen
Mendig liegt an der Bundesautobahn 61, unmittelbar bei der Anschlussstelle Mendig. Die Bundesstraße 256 und die Bundesstraße 262 verlaufen nah am Stadtgebiet und verbinden Mendig mit Maria Laach, Mayen und Andernach.

### Eisenbahn

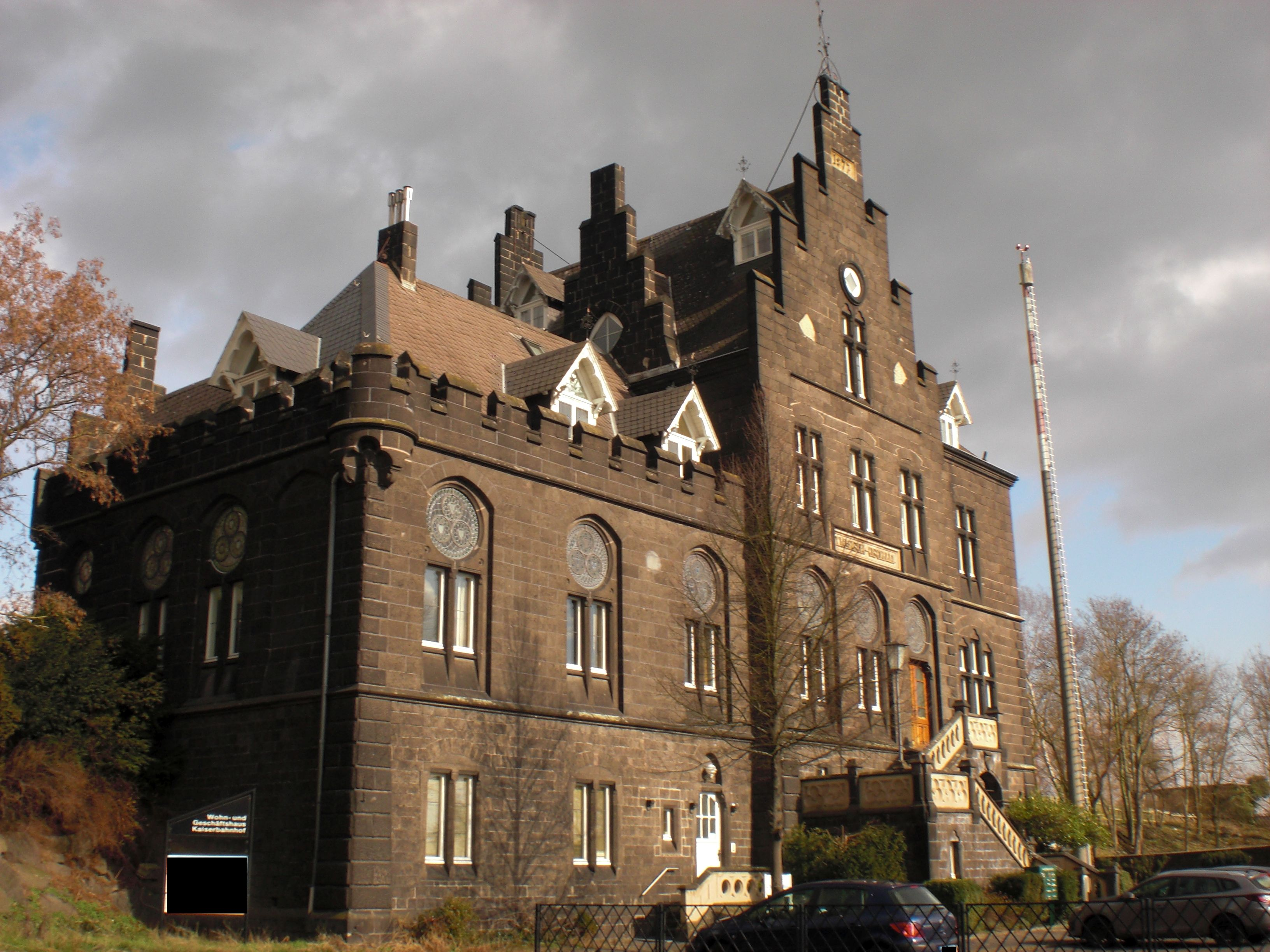
Bahnhof Mendig

Der Bahnhof Mendig liegt an der Eifelquerbahn und wird von der Lahn-Eifel-Bahn (Kaisersesch-Mayen-Andernach-Koblenz Hbf-Niederlahnstein-Bad Ems-Diez-Limburg an der Lahn) bedient. Hier verkehren nach dem Rheinland-Pfalz-Takt die Regionalbahnlinien RB 23 und RB 38 der DB Regio täglich im Stundentakt. Durch die Lage von Mendig im Landkreis Mayen-Koblenz gilt der Tarif des Verkehrsverbund Rhein-Mosel VRM.

### Buslinien
Regelmäßige Buslinien verkehren von/nach Andernach/Neuwied und Koblenz und nach Mayen (nach Westen). Die Stadt gehört dem Verkehrsverbund Rhein-Mosel an. Auch überregional ist sie mit Buslinien anderer Verkehrsbetriebe über den 2021 geschaffenen Zentralen Busbahnhof und auch mit Fernbussen angebunden, deren Direktverbindungen zum einen innerhalb Deutschlands mit der Linie über Bonn-Köln-Düsseldorf führen oder nach Trier, aber auch ins europäische Ausland nach Luxemburg, verschiedenen Städten in Frankreich (wie Metz oder Dijon) und bis nach Barcelona in Spanien.

### Flugplatz
Von 1958 bis 2007 war Mendig Garnisonsstadt. In der Gunther-Plüschow-Kaserne waren Heeresflieger der Bundeswehr mit Transport- und Verbindungshubschraubern stationiert, zuletzt die Heeresfliegerbrigade 3. Die Bundeswehr hat den Flugplatz Mendig im Zuge der Transformation aufgegeben.
Der Flugplatz hat nun eine Zulassung als ziviler Flugplatz (Sonderlandeplatz), den die Flugplatz Mendig GmbH mit der Stadt Mendig als Hauptgesellschafter betreibt.

## Kultur und Sehenswürdigkeiten

### Übersicht

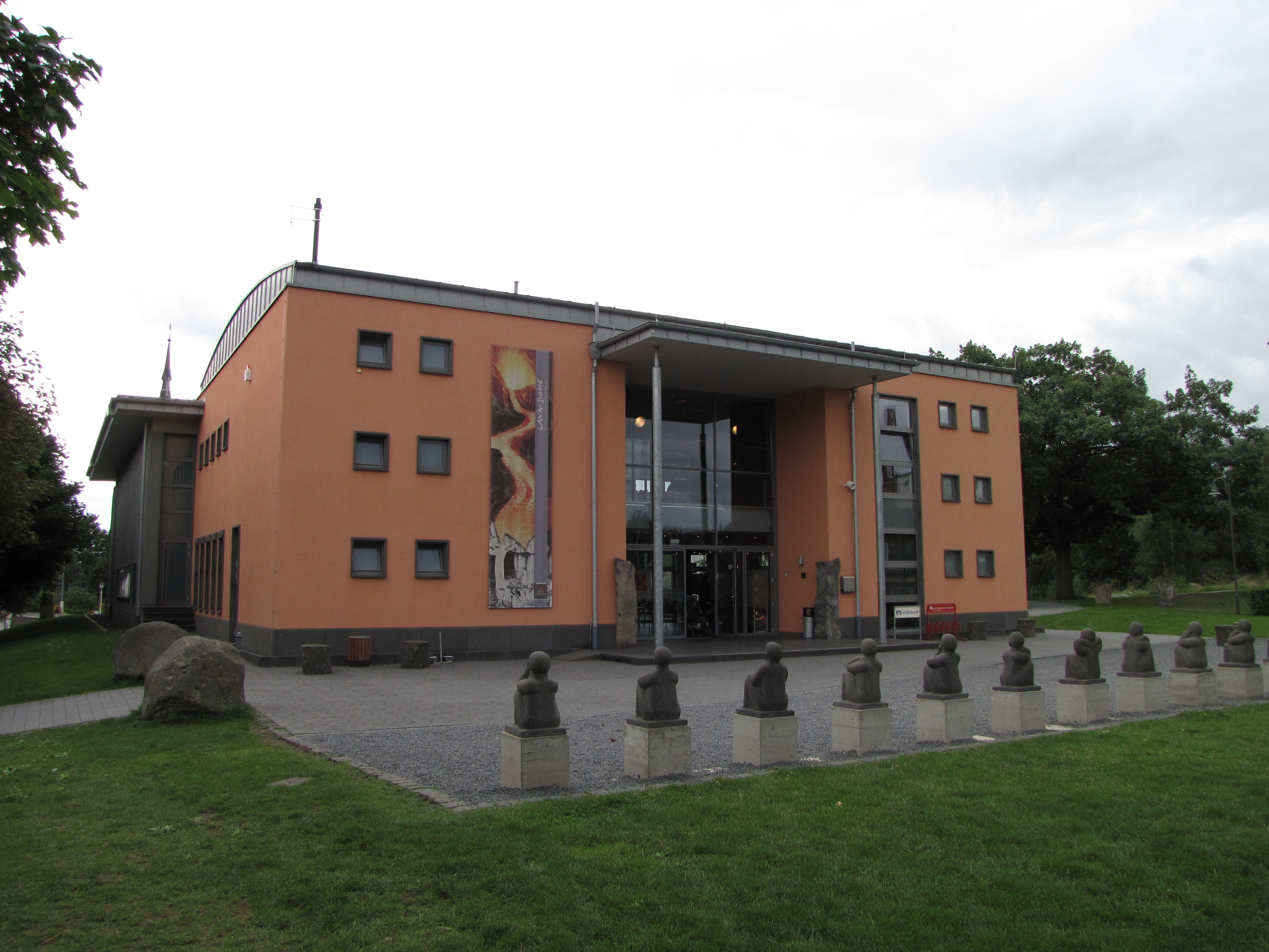
Der Lava-Dome in Mendig

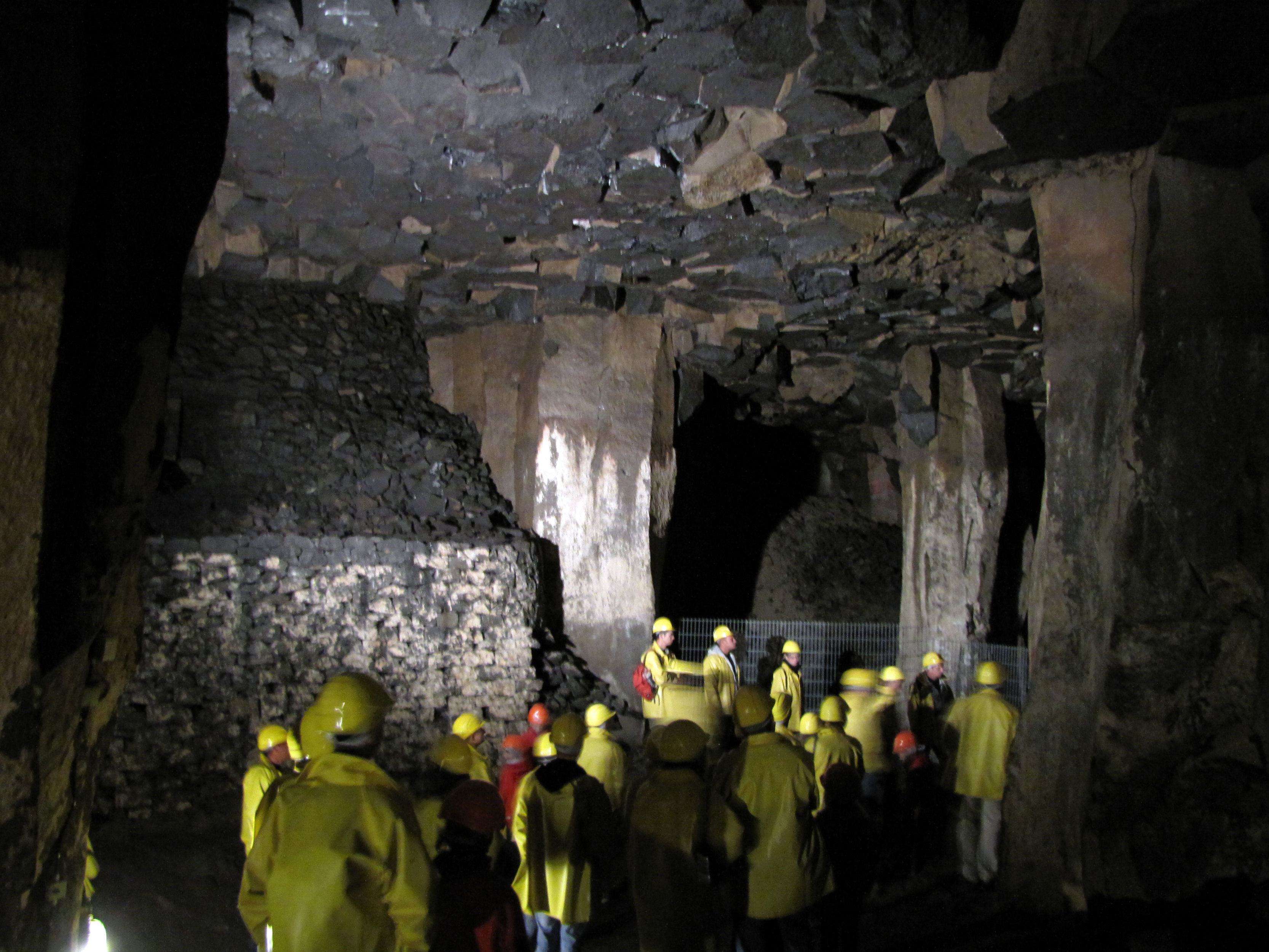
Die Lavakeller 32 m unter Mendig

Im Rahmen des Eifeltourismus gilt neben geologisch interessanten Landschaftsteilen auf Gemeindegebiet auch die Mendiger Innenstadt mit ihrer typischen Basaltarchitektur als sehenswert. Seit 1987 ist die Stadt Sitz der Deutschen Vulkanologischen Gesellschaft.
Siehe auch: Liste der Kulturdenkmäler in Mendig

### Lava-Dome
Das Deutsche Vulkanmuseum Mendig „Lava-Dome“ in der Trägerschaft der Stadt Mendig, das auf die erdgeschichtliche Entstehung der Region, den Mendiger Basaltabbau und Vulkanologie spezialisiert ist, zieht seit Eröffnung im Sommer 2005 zahlreiche auswärtige Besucher an. Im August 2023 konnte hier von Stadtbürgermeister Hans Peter Ammel der Millionste Besucher begrüßt werden.

### Lavakeller
In den unterirdischen Felsenkellern, dem größten Basaltlava-Bergwerk der Welt, das sich über eine Fläche von mehr als 3 Quadratkilometern in über 30 Metern Tiefe unter der Stadt ausdehnt, wurde vor allem Material für Mühlsteine und Werksteine gewonnen. Bereits seit der Besiedlung durch die Römer bis ins 19. Jahrhundert brachte der Abbau und die Verarbeitung über und unter Tage den Mendiger Familien Arbeit und Wohlstand. Die Lavakeller, die durch den untertägigen Basaltlavaabbau entstanden sind können im Rahmen von Führungen des Vulkanmuseums Lava-Dome und in der letzten verbliebenen Brauerei, dem Vulkan Brauhaus, besichtigt werden.

### Brauwesen im 19. Jahrhundert
Die gleichbleibend niedrige Temperatur von 6 bis 9 °C und die konstante Luftfeuchtigkeit von 72 % in den Lava-Kellern – boten im 19. Jahrhundert ideale Bedingungen als Gär- und Lagerkeller für 28 Mendiger Brauereien, die sich in Mendig ansiedelten. Diese verhalfen der Ortsgemeinde Niedermendig zu überregionaler Bekanntheit als Bierbrauerstadt. Erst mit der Erfindung der Kühltechnik durch Carl Linde im Jahr 1876 wurde diese natürliche Kühlungsmöglichkeit überflüssig und die Brauereien wanderten nach und nach wieder ab. Heute existiert nur noch das Vulkan-Brauhaus (ehemals Wölker-Brauerei), welches bis heute naturbelassene, unfiltrierte Biere nach dem Deutschen Reinheitsgebot von 1516 gebraut, in den historischen Kellern gelagert und vermarktet werden.
Aus dieser traditionsreichen Historie ergab sich seit 1973 eine Festivität welche Gambrinus den Gott des Bieres alle zwei Jahre würdigt und feiert.(siehe Veranstaltungen)

### Museumslay
Die Museumslay ist eine Freiluftausstellung zum Basaltabbau und zur Basaltverarbeitung mit vielen historischen Ausstellungsstücken, die den historischen Abbau und die Steinbearbeitung nur von Menschenhand in den letzten 2000 Jahren begreifbar machen.

### Kirchen

#### Katholische Pfarrkirche St. Cyriakus in Niedermendig

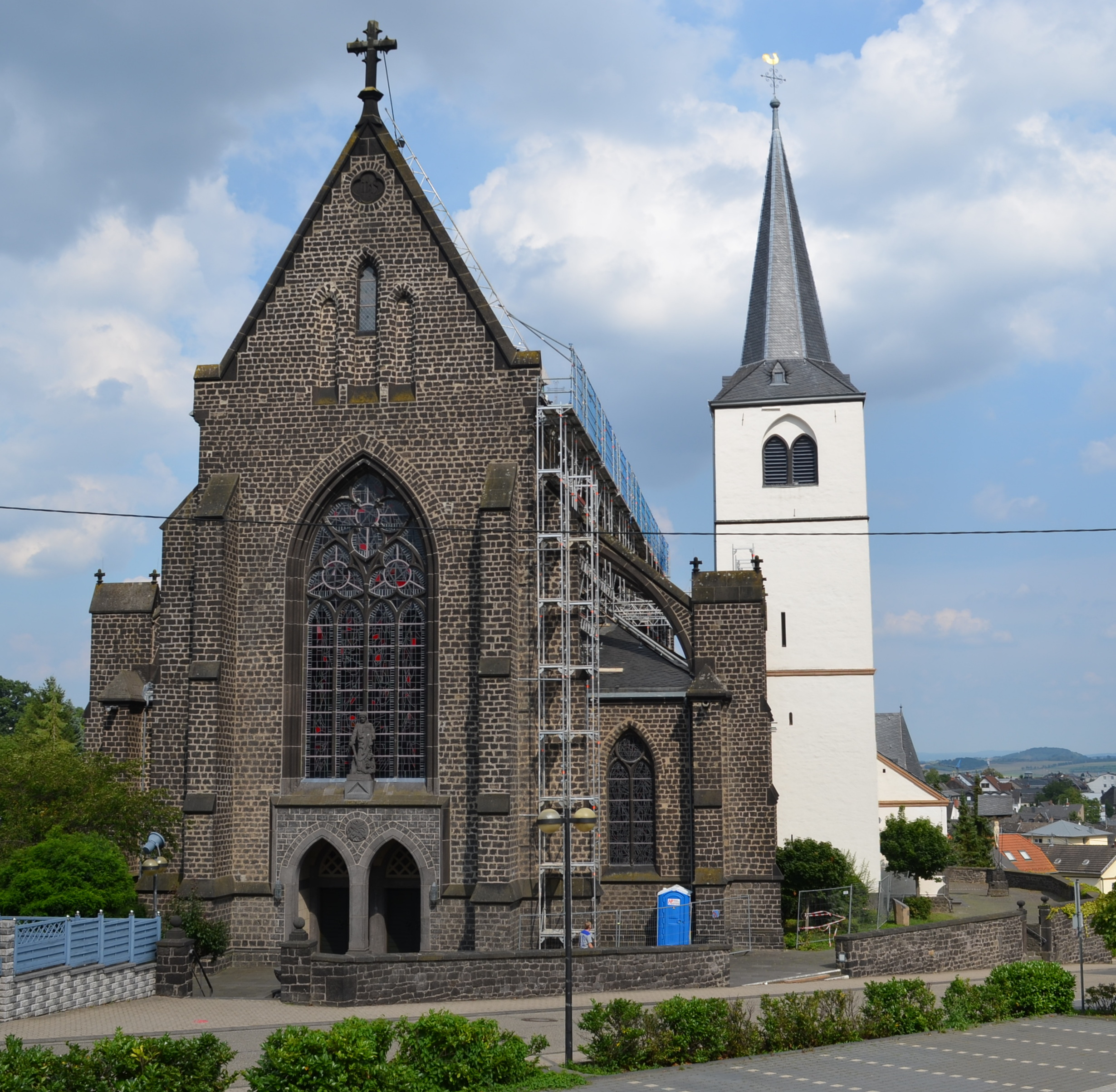
Pfarrkirche St. Cyriakus in Niedermendig

Die katholische Pfarrkirche St. Cyriakus im Stadtteil Niedermendig bildet ein Ensemble aus einer kleinen, gewölbten, dreischiffigen Pfeilerbasilika aus dem 12. Jahrhundert und einer großen neogotischen Hallenkirche.
Die alte Kirche ist Cyriakus von Rom, die neue Cyriakus und Barbara geweiht. Cyriakus ist als einer der 14 Nothelfer Patron gegen Versuchung und Besessenheit sowie Patron der Schwerstarbeiter. Barbara ist Patronin der Bergleute. Beide wurden von den Steinhauern in Mendig besonders verehrt.
Die dreischiffige romanische Basilika wurde zwischen 1166 (1175) und 1186 erbaut. Das Gewölbe und ein größerer Teil des Dachstuhls stammen aus dieser Zeit. Noch im Jahr 1216 war der Westturm im Bau, der 1474 aufgestockt wurde. Um 1460 wurde an den Chor noch eine gotische Kapelle angebaut.
Die alte Kirche birgt Wandmalereien aus der Erbauungszeit sowie aus dem 13. Jahrhundert und der Zeit um 1300, außerdem eine Anna selbdritt aus der Zeit um 1470 auf der Innenseite des linken vorderen Pfeilers. Sie wurden Ende des 19. Jahrhunderts freigelegt und 1950 sowie 2006 wiederum gesichert und gereinigt. In großer Vielfalt spiegeln die Bilder die Glaubenswelt der Menschen jener Zeit und sie sind ein seltenes Dokument der Malerei der frühen Gotik am Mittelrhein und in der Eifel, zumal sie sich in einer ehemaligen Dorfkirche befinden.
Um 1250 entstand der 6 m hohe hl. Christophorus auf der Nordwand, der den erwachsenen Christus trägt. Danach wurden Süd- und Nordwand mit den zwölf Aposteln versehen, gleichzeitig entstand das eindrucksvolle Jüngste Gericht über dem Chorbogen. Gleich zwei Bilder stellen den hl. Jakobus dar, einmal mit Jakobspilgern in Santiago de Compostela, die von Jakobus gekrönt werden, und einmal mit Karl dem Großen. Sie sollten offenbar zu Pilgerfahrten auffordern oder an Pilgerfahrten erinnern.
Die neogotische Kirche erbaute der Kölner Domwerkmeister Vincenz Statz in den Jahren 1852–1857. Sie wurde am 22. September 1857 geweiht. Außen und innen dominiert die Mendiger Basaltlava, die Mendig wirtschaftliche Bedeutung und Aufschwung gebracht hat. Die weite neue Kirche ist in ihrer Gestaltung an die Kölner Minoritenkirche angelehnt. Von der neogotischen Ausstattung ist wenig erhalten. Den Raum prägen heute die vorwiegend abstrakten Glasfenster des Trierer Künstlers Reinhard Heß aus den Jahren 1960 bis 1971.

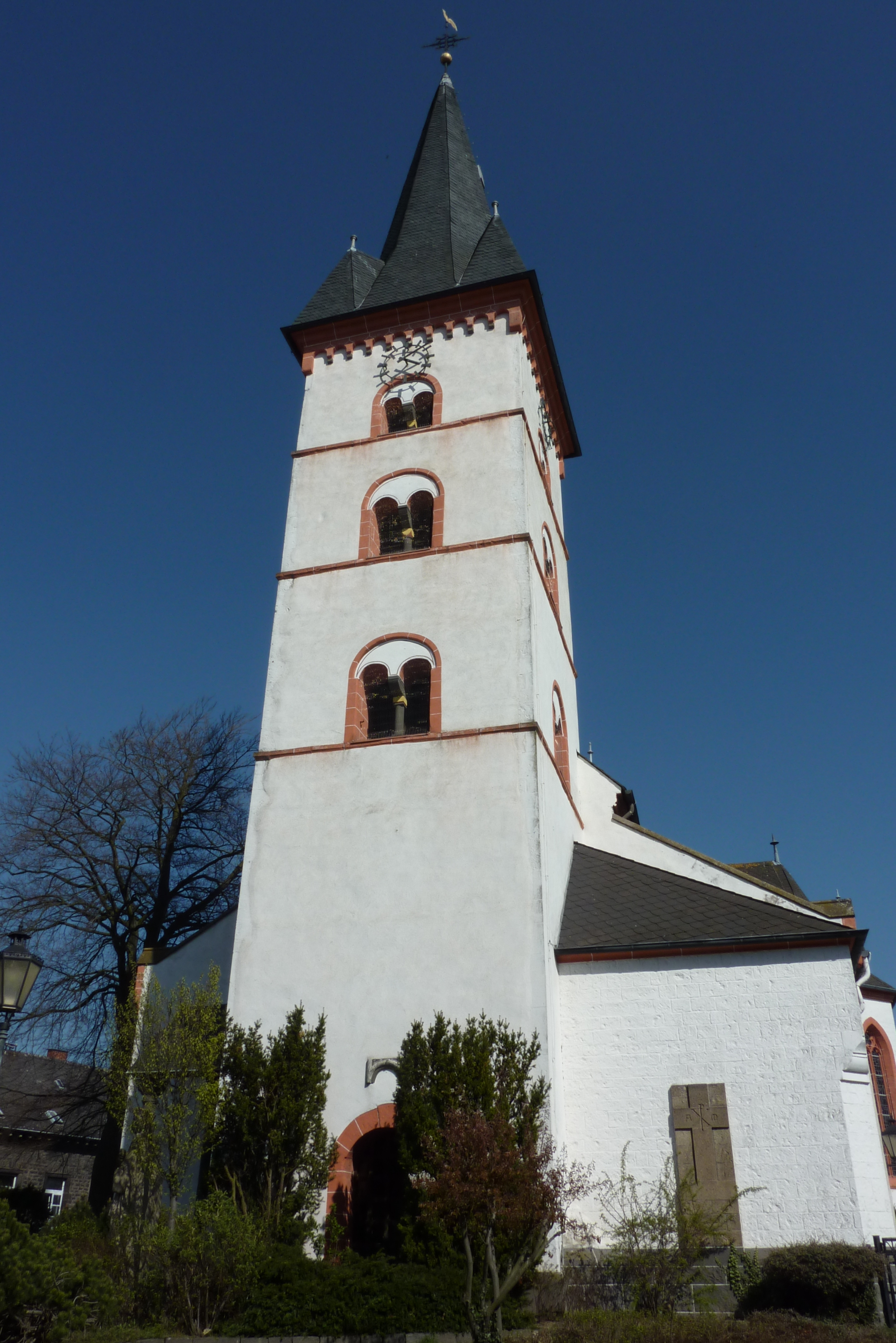
Katholische Kirche St. Genovefa

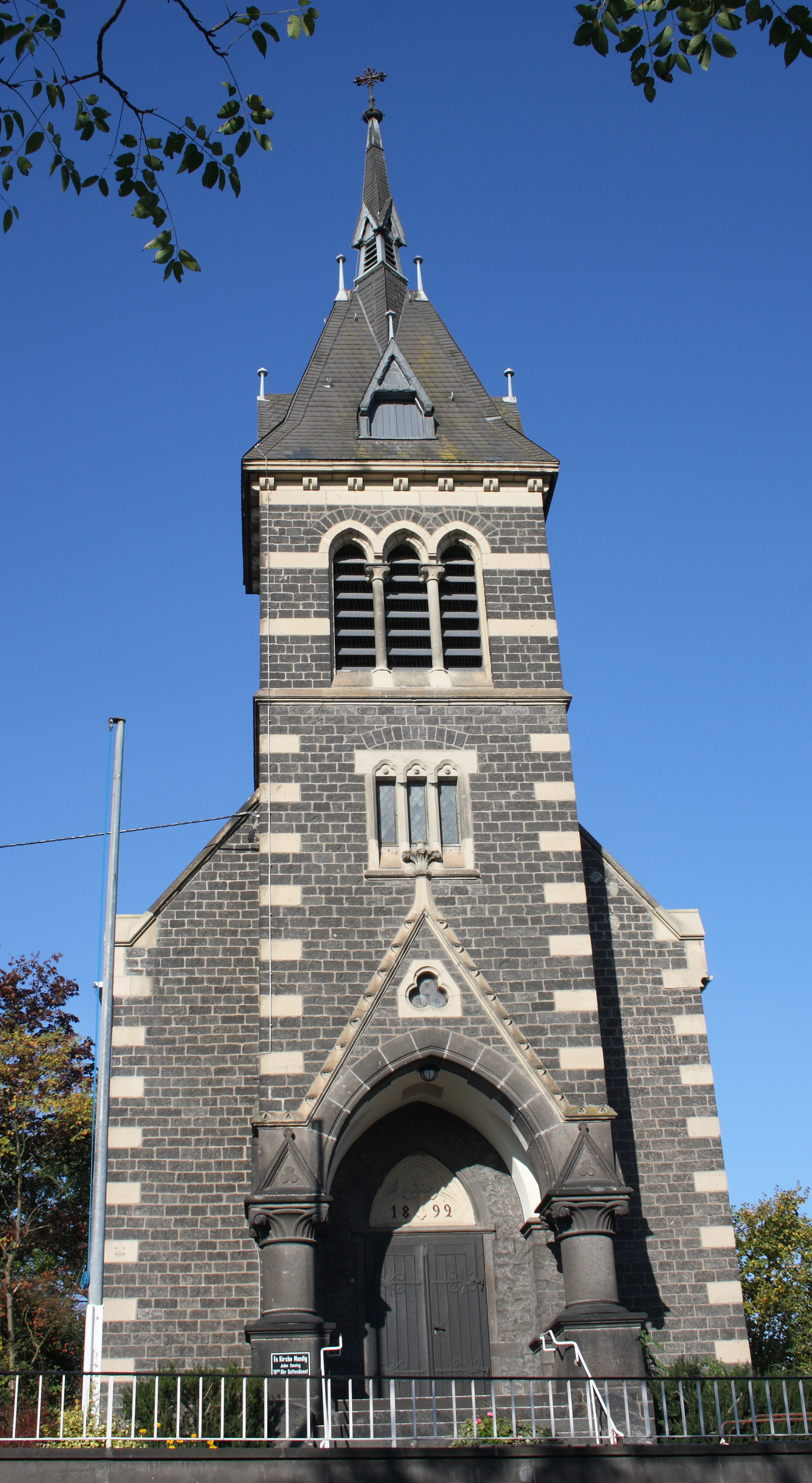
Evangelische Kirche in Niedermendig

Blickpunkt der neuen Kirche ist der Hochaltar mit einem Altartriptychon vom Niederrhein aus der Zeit um 1490 und vier kleineren Bildtafeln als Predella. Das Triptychon zeigt Christus auf dem Weg zur Kreuzigung, die Beweinung Christi vor dem Kreuz und die Auferstehung Christi. Die Rückseiten der Außenflügel zeigen die Heiligen Laurentius, Genoveva von Paris, Maria und Sebastian. Die kleinen Bildtafeln aus der Schule des Geertgen tot sint Jans zeigen Szenen aus der Kindheit Jesu.

#### Katholische Pfarrkirche St. Genovefa in Obermendig
Die katholische Pfarrkirche St. Genovefa in Obermendig besitzt einen romanischen Turm aus dem 12. Jahrhundert, dem sich um 1350 eine frühgotische Hallenkirche anschloss. 1879 wurde die Kirche von Friedrich von Schmidt nach Osten erweitert, dabei wurde ein Querschiff hinzugefügt und der Chor unter Wiederverwendung der alten Werksteinteile neu errichtet. Weiterhin wurde das Mittelschiff zu einer Basilika erhöht.
Bemerkenswert ist die reiche Verwendung von Tuffstein für Pfeiler und Lisenen. Sehenswert sind die Ölberggruppe (16. Jahrhundert) an der nördlichen Kirchenaußenseite und der Reliquienschrein der hl. Genoveva im nördlichen Seitenschiff.

#### Evangelische Pfarrkirche in Niedermendig
Seit dem 29. Mai 1892 gibt es auch für die evangelischen Gläubigen in Mendig eine neu errichtete „Kapelle“, die heutige Kirche, wo ab dann Sonntags nachmittags Gottesdienste gefeiert werden konnten. Bis dahin wurden von einem Mayener Pfarrer Gottesdienste in einem Raum der Herrnhuter Brüdergemeine abgehalten. Erst mit dem Zuzug der Brauereien, die in Niedermendig im 19. Jahrhundert entstanden, gab es vermehrt evangelische Gläubige, so lebten 1828 lediglich zwei in Niedermendig. So entstand in der Heidenstockstraße die heutige evangelische Kirche vom Niedermendiger Baumeister Laubenthal errichtet, ein bemerkenswert schönes in Niedermendiger Basalt ausgeführtes Gebäude.

### Vereine
Die Volleyball-Mannschaft des VC Eintracht Mendig spielte in der 1. Bundesliga. Wegen eingeschränkter finanzieller Möglichkeiten hat der Volleyball-Erstligist für die Saison 2005/2006 nicht mehr für die 1. Bundesliga gemeldet und spielte mit großem Erfolg in der Regionalliga. Die Mannschaft errang die Meisterschaft in den Jahren 2006, 2007 und 2008. 2011 gelang der Aufstieg an die Tabellenspitze der 2. Bundesliga Süd. Der Verein wurde 2006 wieder zum „VC Eintracht Mendig 1996 e. V.“ umbenannt und wird vom Fanclub „Vulkanpower Mendig“ unterstützt.
Die Spielgemeinschaft SG Eintracht Mendig, bestehend aus den Fußballabteilungen der Vereine Eintracht (Nieder-)Mendig, Grün-Weiß (Ober-)Mendig und Bell, spielt nach dem Aufstieg aus der Bezirksliga um die Meisterschaft in der Rheinlandliga.
In der Saison 2012/13 belegte die 1. Handball-Mannschaft des Grün Weiß Mendig in der Verbandsliga Ost der Herren den 4. Tabellenplatz.
Der Judo und Ju-Jutsu Club 1957 e. V. Mendig gehört mit seiner inzwischen über 50-jährigen Vereinsgeschichte zu den traditionsreichsten Vereinen der Stadt. Nach den Anfängen in einer alten Werkstatthalle in der Heidenstockstraße (ehem. Anwesen Gottschalk, heute Berresheim) begann die große Zeit der Mendiger Judoka mit Kämpfen von Heinz Junglas† und Wolfgang Kasper† gegen Weltmeister Wim Ruska und Anton Geesink (beide NL) und dem vielfachen deutschen Meister Klaus Glahn. Die Jugendabteilung gehört zu den erfolgreichsten im Judoverband Rheinland und hat Trainingsstandorte in Mendig, Adenau und Rieden.
Der M.G.V. Mendig e. V. ist ein Männerchor, der aus den Chören Amicitia und Eintracht durch Zusammenschluss hervorgegangen ist. Der Chor tritt bei weltlichen und kirchlichen Anlässen auf, bietet eigene Konzertveranstaltungen und wirkt bei anderen Konzerten mit.
In Obermendig wird ein rheinischer Karneval gefeiert. Die Karnevalsgesellschaft Obermendig 1903 e. V. (KGO) veranstaltet jedes Jahr 3 Sitzungen und den traditionellen Möhnennachmittag der Owemennije Möhnen.
Die Karnevalgesellschaft Niedermendig (KGN) von 1877 mit der Möhnengesellschaft „Fidele Möhnen“, Stadtsoldaten und Prinzengarde ist u. a. Mitveranstalter des Mendiger Gambrinusfestes, das seit 2011 wieder 4 Tage lang auf dem Mendiger Marktplatz im Stadtteil Niedermendig gefeiert wird.
Der Veilchendienstagzug, der alle 2 Jahre durch die Straßen von Mendig zieht, ist der größte Veilchendienstagszug der Region.
Das Husarencorps Jack von der Wasserschöpp ist das größte karnevalistische Corps der Stadt mit eigenem Musikcorps, Tanzcorps, Gardecorps und Kadettencorps. Die Husaren sind nicht nur an Karneval aktiv, sondern wirken aktiv an Brauchtumspflege, Umweltschutz und Landschaftspflege mit. Das Husarencorps ist eine Abteilung der Karnevalsgesellschaft Obermendig 1903 e. V.
Kul-Tour Mendig ist ein Verein zur Förderung der Kultur. Den Schwerpunkt der Arbeit bildet die Durchführung von Comedy- und Kabarettveranstaltungen zusammen mit der Stadt Mendig und der Kreissparkasse Mendig.
Pro-Mendig ist ein Nachbarschaftsverein, der sich schwerpunktmäßig um Senioren kümmert. Angeboten werden regelmäßige Seniorentreffs, Seniorensportstunden und die Computerhilfe 55+
Die Schützenkapelle Mendig, gegründet 1964, ist ein Blasorchester, dessen Repertoire von der klassischen Blasmusik bis zur modernen Unterhaltungs- und Tanzmusik reicht.

### Sport
2021 bewarb sich die Stadt als Host Town für die Gestaltung eines viertägigen Programms für eine internationale Delegation der Special Olympics World Summer Games 2023 in Berlin. 2022 wurde sie als Gastgeberin für Special Olympics Südsudan ausgewählt. Damit wurde sie Teil des größten kommunalen Inklusionsprojekts in der Geschichte der Bundesrepublik mit mehr als 200 Host Towns.

### Veranstaltungen
Das Mendiger Gambrinusfest wird seit 1973 im zweijährigen Turnus ausgerichtet und gehört zu den größten Bier- und Volksfesten der Region. Gefeiert wird die Bierbrau-Tradition in Mendig mit dem König der Bieres Gambrinus. Traditionell beginnt das Fest an Christi Himmelfahrt (Vatertag) und endet am darauf folgenden Sonntag.

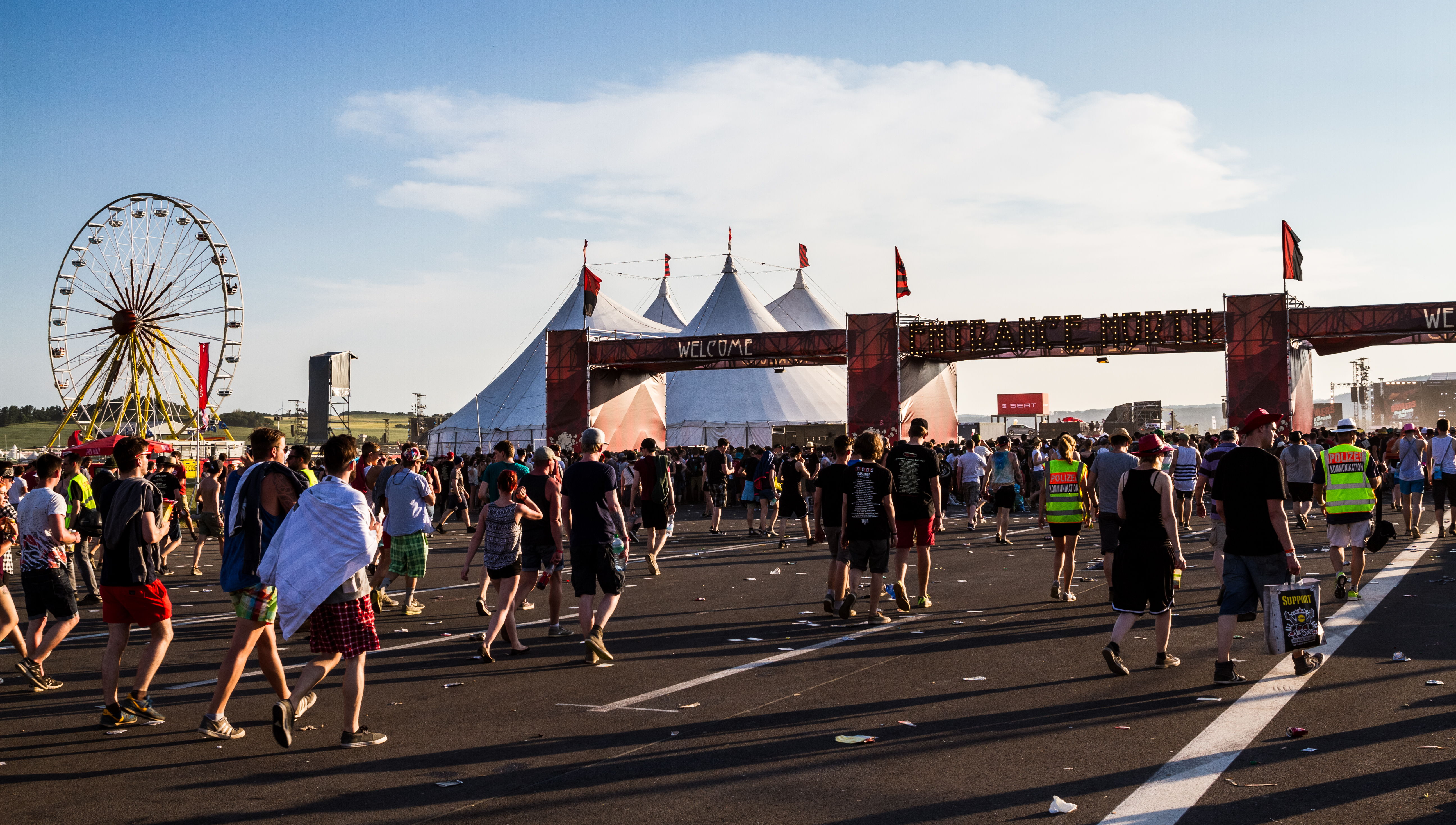
Das Festivalgelände von Rock am Ring auf dem Mendiger Flugplatz, 2015

Rock am Ring, das international bekannte Musikfestival, welches bis 2014 jährlich am Nürburgring stattfand (seit 1985), wechselte seinen Veranstaltungsort nach Mendig, wo es 2015 und 2016 stattfand. Hintergrund dieses Umzugs war die Kündigung des Vertrags durch den Betreiber der Rennstrecke. Nachdem der Namensstreit vom Oberlandesgericht Koblenz zugunsten des Betreibers entschieden wurde, wurde diese Veranstaltung ab 2015 vom 5. bis 7. Juni auf dem ehemaligen Bundeswehr-Flugplatz in Mendig veranstaltet. Erstmals traten dabei in der Region Mendig international bekannte Musiker wie Marilyn Manson, Papa Roach, Motörhead, Rise Against, Slipknot, The Prodigy oder die Foo Fighters sowie nationale Musiker wie die Toten Hosen, Clueso, Kraftklub oder Deichkind auf. Dieser Umzug stellte den Veranstalter allerdings auch vor neue Herausforderungen in Sachen Naturschutz. Nach zwei Jahren in Mendig kehrte Rock am Ring 2017 wieder an den Nürburgring zurück.

## Persönlichkeiten
- Joseph Gieser (1802–1868), Braumeister, nutzte als erster Brauer ab 1836 die Basaltlavagruben zur Bierkühlung
- Gustav Hirschbrunn (* 1825), deutscher Gutsbesitzer und Politiker
- Joseph Langenfeld (1887–1972), Politiker
- Franz Xaver Michels (1900–1973), Geologe, Ingenieur und Unternehmer, Wohn- und Firmensitz in Mendig mit angeschlossenem geologischem Privatmuseum, das noch heute besteht
- Walter Büngeler (1900–1987), Pathologe
- Friedel Schuster (1903–1983), Filmschauspielerin und Synchronsprecherin
- Eugen Weiler (1926–1985), Architekt
- Rosemarie Nitribitt (1933–1957), Prostituierte, verbrachte ihre Kindheit bei Pflegeeltern in der Mendiger Kaplan-Schlicker-Straße
- Olaf Höhnen (1933–2009), Bildhauer, Grafiker und Maler
- Gernot Mittler (* 1940), Politiker
- Guido Gerken (* 1952), Gastroenterologe und Hepatologe
- Herbert F. Durwen (* 1954), Neurologe, Geriater und Psychotherapeut
- Dirk Meid (* 1969), Politiker (SPD), Oberbürgermeister von Mayen
- Andrea Nahles (* 1970), Politikerin (SPD)
- Christoph Marzi (* 1970), Schriftsteller und Lehrer, aufgewachsen in Obermendig
- Caren Nicole Lay (* 1972), Politikerin der Linken
- Nicole Molzberger (* 1974), Politikerin (Bündnis 90/Die Grünen)
- Jasna Mittler (* 1975), Schriftstellerin, aufgewachsen in Mendig
- Jan Einig (* 1976), Politiker (CDU), seit 2017 Oberbürgermeister von Neuwied
- Marc Ruland (* 1981), Politiker (SPD), MdL in Rheinland-Pfalz, ging in Mendig zur Grundschule
- Luisa Palmen (* 2002), Fußballspielerin